# Au Q&Aプラス
au Q&Aプラス（エーユー キューアンドエープラス）は、かつてKDDIが運営していたauに関するナレッジコミュニティ。
前身サービス「なるほど! au」（後述）と異なり、ID等は不要。ツイッターかフェイスブックのアカウントを利用してログインすれば、利用履歴を確認するなど自分の情報を閲覧できる。
運営事務局も回答に参加しているため、実際の利用者からの回答に加えて公式の回答も確認できる。

## なるほど! au
2006年12月8日より正式サービス開始し、2012年1月31日15時にサービスを終了した。
au携帯電話関連に特化されていること以外は通常のOKWaveコミュニティーと同様で、利用方法やシステムもOKWaveと似ている。
ただし、入会・利用はauユーザーのみが可能で、パソコン・スマートフォンからの利用にはauお客さまサポート（PC版）のサポートIDが必要となる。
auの携帯電話からも質問･回答ができる（一部機種除く）。